# Auch die Waschmaschine ist nur ein Mensch
Auch die Waschmaschine ist nur ein Mensch ist eine Satirensammlung von Ephraim Kishon, die 1987 erschienen ist.
Das Buch enthält Geschichten, die einen Bezug zur Technik im Lebensalltag des Menschen haben. So werden beispielsweise die Probleme, die das Fernsehen bei der Kindererziehung verursacht (Das Fernsehen als Erziehungsanstalt), die Problematik der Atombombe (Die Bombe für alle) oder die Konfrontation der westlichen Industrie mit der harten Konkurrenz aus Japan (Made in Japan) thematisiert.
Kishon schreibt in den meisten Geschichten nicht aus der Sicht irgendeiner erfundenen Person, sondern erzählt sie so, als hätte er sie tatsächlich selbst erlebt, was darauf schließen lässt, dass sie nicht zuletzt in den Erfahrungen, die er selbst im Bereich der Technik gemacht hat, ihren Ursprung haben. Aufgrund der für Kishon typischen Übertreibungen fällt es dem Leser aber schwer, die Geschichten als Realität aufzufassen.

## Liste der Satiren
Die verschiedenen Teile des Buches behandeln unterschiedliche Themen. Zwischen den einzelnen Satiren besteht dabei kein näherer Zusammenhang.

### Die Rache der Haushaltsgeräte
- Der Kampf mit dem Installateur
- Alarm macht häuslich
- Wie spart man kein Wasser
- Ges. gesch.
- Auch die Waschmaschine ist nur ein Mensch
- Auf dem Trockenen
- Im Wunderland
- Bügeln leicht gemacht
- Als uns der Strom gesperrt wurde
- Telefonpremiere

### Das Telefon, dein Freund und Helfer
- Ein vielversprechender Anfang
- Variation auf Rumänisch
- Dingsda
- Terzett
- Im Dienst der Völkerverständigung
- Sparmaßnahme
- Ein abwechslungsreiches Telefonat
- Mord durch den Draht
- Falsche Nummer – richtig verbunden
- Bitte nicht am Telefon

### Das Bermuda-Dreieck: Radio, Foto, Stereo
- PLX 45 L
- Die Masse und das Medium
- Bildhaft gesprochen
- Hit muß man schreiben können
- Schallplatten ohne Schall
- Stereo aus siebenter Hand
- Soundtrack total
- Die vollautomatische Seuche...
- Schnappschütze

### Haustyrann in Technicolor
- Fernsehen als Erziehungsanstalt
- Das Teletaxi
- Auf Programmsuche
- Minestrone alla televisione
- Tatort
- Namen auf Endlosschleife
- Fernsehen der dritten Art
- A Star is born

### Geschichten von der dritten Schraube
- Zwei Schrauben im Dreivierteltakt
- Der Blaumilch-Kanal
- „A“ wie Aufzug
- Was Setzmaschinen vermögen...
- Treibstoff mit Vitamin C
- Rezept für Kurzwelle
- Mit der U-Bahn in die Steinzeit
- Computer auf Verbrecherjagd
- Made in Japan
- Die Bombe für alle

## Ausgaben
- Ephraim Kishon: Auch die Waschmaschine ist nur ein Mensch. Herbig, München 1987, ISBN 3-7766-1454-4.
- Ephraim Kishon: Auch die Waschmaschine ist nur ein Mensch. Sonderdruck für Bauknecht, München 1988.
- Ephraim Kishon: Auch die Waschmaschine ist nur ein Mensch. Ullstein, Frankfurt am Main & Berlin 1996, ISBN 3-548-23915-3.
- Ephraim Kishon: Auch die Waschmaschine ist nur ein Mensch. Bastei Lübbe, Bergisch Gladbach 2001, ISBN 3-404-14623-9.